# 本多隆朗の京のあったか円かじり
『本多隆朗の京のあったか円かじり』（ほんだたかおのきょうのあったかまるかじり）は、KBS京都で放送されていたラジオ番組。

## パーソナリティ

### メインパーソナリティ
- 本多隆朗
  - ラジオパーソナリティ。元毎日放送テレビプロデューサー。

### アシスタント
- 伴真理子（MC企画）

## 概要
2002年10月に放送開始。
毎回ゲストをスタジオに迎えて、京都を中心とする様々な話題や情報を紹介する。メインパーソナリティの本多隆朗が吉本興業と懇意で、吉本興業が制作協力をしていた。録音番組で、2本録りであった。最末期は本多が病気療養のため休演することが多くなり、2018年秋改編で放送を終了した（その後、本多は同年10月21日に前立腺がんのため、死去）。

## コーナー
- 今朝のお寺さん -寺の住職をゲストに迎える
- 今朝のお客様
- 京の匠　-伝統工芸の職人さんをゲストに迎える
- 今朝のキューアンドエー（盆特別企画）　-仏事キューアンドエー　2012年8月12日 盆、19日 仏教一般

## 過去のゲスト
- 中村仁一（今朝のお客様 2012年8月12日、19日）